# Violette Vial
 (novembre 2010).
Si vous disposez d'ouvrages ou d'articles de référence ou si vous connaissez des sites web de qualité traitant du thème abordé ici, merci de compléter l'article en donnant les références utiles à sa vérifiabilité et en les liant à la section « Notes et références ».
Violette Vial est une chanteuse française.

## Carrière
Finaliste du concours de la Rose d'or d'Antibes et aux sélections du Concours Eurovision de la chanson, elle fait ses débuts sur scène en 1975 dans Mayflower, comédie musicale de Guy Bontempelli et Éric Charden créée au théâtre de la Porte-Saint-Martin.
En 1977, elle tourne dans Un oursin dans la poche de Pascal Thomas. Elle joue le rôle de la fourmi dans L’argent ne fait pas le malheur mise en scène de Francis Morane puis est engagée par Dany Saval pour jouer dans Pénélope.
Elle enregistre deux 45 tours avec le groupe Les Stars et participe à l’album Un jour d'été dans un havre de paix de Michel Fugain et la Compagnie en 1977. Elle fait les premières parties de Manitas de Plata et d’Hugues Aufray et prépare un duo avec Guy Béart pour l’Olympia.
En 1979, elle tient le rôle de la speakerine de Starmania au palais des congrès de Paris, aux côtés de France Gall et Daniel Balavoine. Elle est également la doublure de Fabienne Thibeault.
Sa carrière amorce un tournant lorsqu’elle entre à l’École espagnole de chant lyrique de Paris, dans la classe de Miguel Arocena. Artiste des chœurs dans Boris Godounov à l’Opéra de Marseille, Orfeo ed Euridice de Gluck au théâtre des Champs-Élysées, Orphée aux Enfers à l’Espace Cardin, La Bohème, etc., elle est engagée pour le rôle de Partœnis dans La Belle Hélène avec Jacques Martin.
Elle chante dans Le Bourgeois gentilhomme à la Comédie-Française  avec Jean Le Poulain et se produit à plusieurs reprises en soliste avec le Chœur de l'Armée française et le Chœur des étoiles.
Elle est engagée par Jorge Lavelli pour la création de l’opéra La Star au théâtre de la Colline en 1989.
Dans le cadre des Concerts lyriques de Paris, elle chante avec l'Orchestre national des Pays de la Loire ainsi que dans des lieux comme l'Abbaye de Fontevrault ou le Palais des festivals et des congrès de Cannes. 
Elle participe à l’enregistrement de l’album Paroles de lumière sur Thérèse de Lisieux et de la Petite Messe solennelle de Rossini.